# Sorodiferente
Uma relação sorodiscordante ou sorodiferente, também conhecida como estado misto, é aquela em que um dos parceiros está infectado pelo HIV e o outro não. Isso contrasta com as relações soroconcordantes, nas quais ambos os parceiros têm a mesma sorologia ou o mesmo sorotipo para o HIV. A sorodiscordância ou sorodiferença contribui para a disseminação do HIV/AIDS, particularmente nas nações subsaarianas como o Lesoto.
Os casais sorodiscordantes enfrentam vários problemas não enfrentados pelos casais soroconcordantes, incluindo decisões sobre qual nível de atividade sexual é confortável para eles, sabendo que praticar sexo seguro reduz, mas não elimina, o risco de transmissão ao parceiro HIV-negativo.
Pesquisas envolvendo casais sorodiferentes ofereceram percepções sobre como o vírus é transmitido e como os indivíduos HIV positivos podem reduzir